# جزيرة مانغول
جزيرة مانغول هي إحدى جزر سولا الرئيسية الثلاث، والتي هي جزء من الجزر في مقاطعة مالوكو الشمالية في إندونيسيا. وتقع شرق جزيرة تاليابو وشمال جزيرة سانانا. سكان الجزيرة حوالي 38000 نسمة. ويعتمد اقتصادها على صناعة الأخشاب.